# Franco Zapiola
Franco Zapiola Yamartino (Magdalena, Argentina; 19 de febrero de 2001) es un futbolista argentino. Juega de centrocampista y su equipo actual es el Club Atlético Platense de la Primera División de Argentina.

## Trayectoria

### Estudiantes de La Plata
Formado en las inferiores del Club Estudiantes de La Plata, Zapiola debutó con el primer equipo el 17 de julio de 2021 ante Sarmiento de Junín. Firmó su primer contrato con Estudiantes en diciembre de 2023. Renovó su contrato con el club en octubre de 2022, momento en que ya registraba más de 50 encuentros con el club.
El 13 de diciembre de 2023 integró el equipo titular del Estudiantes de La Plata campeón de la Copa Argentina 2023.

### Club Atlético Platense
En julio de 2024, se realiza el traspaso al Club Atlético Platense. Estudiantes de La Plata acordó la venta del 50% de los derechos económicos del pase de Franco Zapiola al Club Atlético Platense por una suma de 500 mil dólares y firmó un contrato hasta el 31 de diciembre de 2027. No ingresó el dinero limpio al club, ya que en la operación, Platense le descontará la deuda que tiene Estudiantes por la compra de Tiago Palacios al Montevideo City Torque.
El 25 de mayo de 2025 convierte el único gol del partido que depositó a Platense en la final del Torneo Apertura de fútbol 2025 de Argentina, al derrotar a San Lorenzo en el Nuevo Gasómetro. El 1º de junio de 2025 integró el equipo que por primera vez en su historia, se consagra campeón del fútbol argentino al obtener el Torneo Apertura 2025 al derrotar 1 a 0 a Huracán de Parque Patricios en el Estadio Único Madre de Ciudades de Santiago del Estero.

## Estadísticas
Actualizado al último partido disputado el 1 de junio de 2025.
| Estudiantes (LP) Argentina | 1.ª           | 2021          | 19 | 0 | 0  | 0 | —  | — | 19  | 0 |
| Estudiantes (LP) Argentina | 1.ª           | 2022          | 24 | 2 | 10 | 2 | 10 | 2 | 44  | 6 |
| Estudiantes (LP) Argentina | 1.ª           | 2023          | 9  | 0 | 11 | 1 | 6  | 0 | 26  | 1 |
| Estudiantes (LP) Argentina | 1.ª           | 2024          | 2  | 0 | 10 | 0 | 2  | 0 | 14  | 0 |
| Estudiantes (LP) Argentina | Total club    | Total club    | 54 | 2 | 31 | 3 | 18 | 2 | 103 | 7 |
| C.A. Platense Argentina | 1.ª           | 2024          | 14 | 0 | 1  | 0 | —  | — | 15  | 0 |
| C.A. Platense Argentina | 1.ª           | 2025          | 18 | 1 | 0  | 0 | —  | — | 18  | 1 |
| C.A. Platense Argentina | Total club    | Total club    | 32 | 1 | 1  | 0 | 0  | 0 | 33  | 1 |
| Total carrera | Total carrera | Total carrera | 86 | 3 | 32 | 3 | 18 | 2 | 136 | 8 |
| (1) Incluye datos de la Copa de la Liga Profesional y Copa Argentina. (2) Incluye datos de la Copa Sudamericana y Copa Libertadores. |               |               |    |   |    |   |    |   |     |   |

## Palmarés

### Campeonatos nacionales
| Título           | Club                    | País      | Año    |
| ---------------- | ----------------------- | --------- | ------ |
| Copa Argentina   | Estudiantes de La Plata | Argentina | 2023   |
| Copa de la Liga  | Estudiantes de La Plata | Argentina | 2024   |
| Primera División | C. A. Platense          | Argentina | A-2025 |

## Redes sociales
- Instagram

- Datos: Q108532936